# 埃蒙·布羅菲
埃蒙·布羅菲（英語：Eamonn Brophy；1996年3月10日—）是一位蘇格蘭足球運動員。在場上的位置是前鋒。現效力於蘇格蘭足球超級聯賽球隊聖美倫。他在2012年7月加入漢密爾頓學院。